# Эстерилья, Эли
Эли Хаир Эстерилья Кастро (исп. Ely Jair Esterilla Castro; род. 6 февраля 1993, Гуаякиль, Эквадор) — эквадорский футболист, нападающий клуба «Барселона» Гуаякиль.

## Клубная карьера

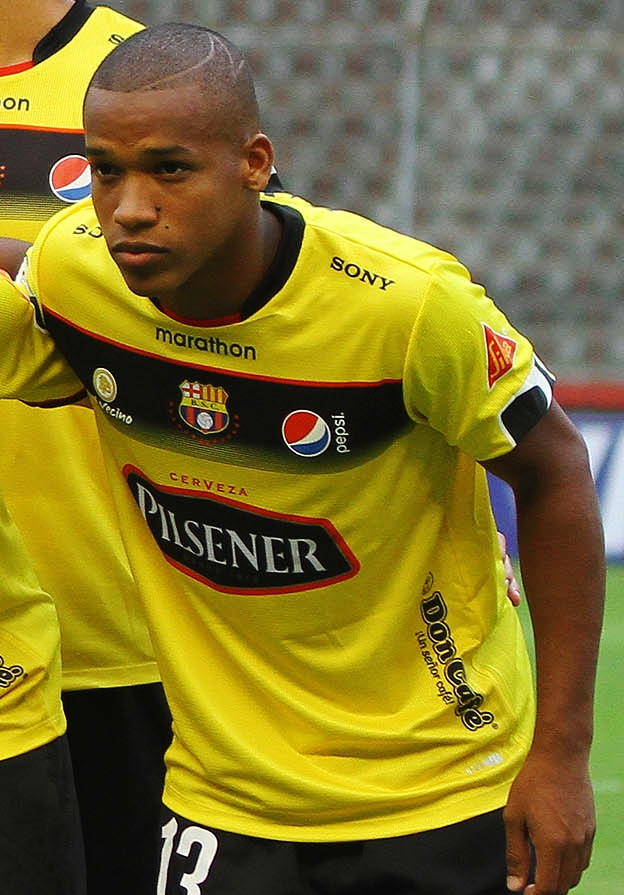
Эстрелья в составе «Барселоны» Гуаякиль

Эли начал карьеру в клубе из родного города «Рокафуэрте». В команде он провёл два сезона. В 2013 году после молодёжного чемпионата Южной Америки, где Эстерилья забил четыре мяча, его подписал мексиканский «Сантос Лагуна». В Мексике он выступал за молодёжную команду и дебютировать в Лиге MX, так и не успел.
В начале 2014 года Эли перешёл в «Барселону» из Гуаякиль. 30 января в матче против «Манта» он дебютировал в эквадорской Серии А. 13 апреля в поединке против «Индепендьенте дель Валье» Этерилья забил свой первый гол за клуб из Гуаякиль. В том же году он помог команде завоевать серебряные медали первенства Эквадора.
В 2015 году в матчах Кубка Либертадорес против колумбийского «Атлетико Насьональ» и парагвайского «Либертада» Этерилья забил два гола.

## Международная карьера
В 2013 году в составе молодёжной сборной Эквадора Эли принял участие в молодёжном чемпионате Южной Америки в Аргентине. На турнире он сыграл в матчах против команд Венесуэлы, Чили, Колумбии, Парагвая, Бразилии и дважды Перу и Уругвая. В поединках против уругвайцев, чилийцев и перуанцев Эли забил четыре мяча.